# 胡蝶の夢
胡蝶の夢（こちょうのゆめ）は、中国の戦国時代の宋の蒙（現在の河南省商丘市民権県）生まれの思想家・荘子（荘周）が紀元前300年代頃に語った、「夢の中の自分が現実か、現実のほうが夢なのか」といった説話である。荘子の考えが顕著に表れている説話として、またその代表作として一般的にもよく知られている。

## 概要
夢の中で胡蝶（蝶のこと）としてひらひらと飛んでいた所、目が覚めたが、はたして自分は蝶になった夢をみていたのか、それとも実は夢でみた蝶こそが本来の自分であって今の自分は蝶が見ている夢なのか、という説話である。この説話は「無為自然」「万物斉同」の荘子の考え方がよく現れているものとして有名である。「無為自然」を荘子の言葉でいえば「逍遥遊」となり、それは目的意識に縛られない自由な境地のことであり、その境地に達すれば自然と融和して自由な生き方ができると荘子は説く。
荘子が他の説話において提出してきた「是と非、生と死、大と小、美と醜、貴と賤」などの現実において相対しているかに見えるものは、人間の「知」が生み出した結果であり、荘子はそれを「ただの見せかけに過ぎない」という。
荘子はそれを次の3つの説話で示した。
- 朝三暮四

- 吾が生や涯てありて、知や涯てなし

- 大知は閑閑たり、小知は間間たり

これら3つが意図する「その程度の小知ならば捨ててしまえ」という思想を端的に表したのが、この「胡蝶の夢」である。ここでは夢と現実との対立が提出されており、どちらが真実の姿か、それは問題ではなく、胡蝶であるときは栩栩然として胡蝶になり、荘周であるときは荘周となっている。そのいずれも真実であり、己であることに変わりはなく、どちらが真の世界であるかを論ずるよりも、いずれをも肯定して受け容れ、それぞれの場で満足して生きればよいのである。「夢が現実か、現実が夢なのか？しかし、そんなことはどちらでもよいことだ」と荘子は言っているのだ。
「知」には何ら確かな判断はないのだから、考えたところで仕方がない。知の判断から離れてみれば、差異や区別を超えた世界が見えてくる。これこそが、荘子の言う「逍遥遊」の世界である。これが万物斉同の世界で遊ぶことであり、荘子が胡蝶の夢を通して訴えていることであると言える。
物の変化とは表面に現れた現象面での変化に過ぎない。胡蝶と荘周が形の上においては大きな違いを持ちながら、共に己であることに変わりはない。万物は絶えざる変化を遂げるが、その実、本質においては何ら変わりのないことを述べているのである。

## 原文と訳文
出典：『荘子』斉物論第二
原文

昔者莊周夢爲胡蝶。栩栩然胡蝶也。
自喩適志與。不知周也。俄然覺、則蘧蘧然周也。
不知、周之夢爲胡蝶與、胡蝶之夢爲周與。
周與胡蝶、則必有分矣。此之謂物化。

書き下し文

昔者荘周夢に胡蝶と為る。栩々然として胡蝶なり。
自ら喩しみて志に適へるかな。周たるを知らざるなり。 俄然として覚むれば、則ち蘧々然として周なり。
知らず、周の夢に胡蝶と為れるか、胡蝶の夢に周と為れるかを。
周と胡蝶とは、則ち必ず分有らん。此を之れ物化と謂う。

訳文

以前のこと、わたし荘周は夢の中で胡蝶となった。喜々として胡蝶になりきっていた。
自分でも楽しくて心ゆくばかりにひらひらと舞っていた。荘周であることは全く念頭になかった。はっと目が覚めると、これはしたり、荘周ではないか。
ところで、荘周である私が夢の中で胡蝶となったのか、自分は実は胡蝶であって、いま夢を見て荘周となっているのか、いずれが本当か私にはわからない。
荘周と胡蝶とには確かに、形の上では区別があるはずだ。これが物化（区別すること）というものである。

## 類似のもの
- 邯鄲の枕
- カルデロン・デ・ラ・バルカ - 『人生は夢（英語版）』